# Sébastien le Grelle
Sébastien le Grelle (Ottignies, 22 april 1974) is een Belgisch motorcoureur.

## Levensloop
Hij was actief van 1997 tot 2000 in de supersport-klasse van het Europees kampioenschap. In 1998 werd hij elfde en in 1999 won hij de titel op een Suzuki. In 2000 vatte hij het seizoen aan in het EK, maar kreeg later de gelegenheid om te debuteren in de 500cc-klasse van het wereldkampioenschap (ter vervanging van Sébastien Gimbert). Hij nam er met een Honda deel aan 8 Grand Prix, waarin hij in totaal 7 punten verzamelde. Hiermee strandde hij op de 20e plaats in het eindklassement.
In 2001 nam hij deel aan het wereldkampioenschap Supersport op een Honda. Hij eindigde dat seizoen op een 33e plaats. Ook in 2004 (40e),  2005 (20e) en 2006 (26e) was hij actief in dit WK. In 2005 won hij de Nederlandse etappe van het EK supersport.
In 2015 en 2017 won hij op een BMW het internationaal kampioenschap in de superbike-klasse.
In januari 2018 kondigde hij zijn afscheid van de motorsport aan, maar een jaar later maakte hij bekend toch opnieuw te zullen racen.